# King & Prince CONCERT TOUR 2020 〜L&〜
『King & Prince CONCERT TOUR 2020 〜L&〜』（キング アンド プリンス コンサート ツアー 2020 ランド）は、2020年の秋に行われた日本の男性アイドルグループKing & Princeの全国アリーナツアー。
ライブはグループにとって2作目となるオリジナル・アルバム『L&』のプロモーションとして行われた。
2020年9月5日のセキスイハイムスーパーアリーナよりスタートし、同年11月18日の日本ガイシスポーツプラザガイシホールでの公演をもって幕を閉じる、9会場39公演というツアーとなる予定だったが、新型コロナウイルス感染拡大の影響により、同年8月20日に全公演の中止とオンラインでの映像配信となることが発表された。同年9月11日、10月9日から11日までの全5公演の生配信が決定した。

## 日程
公演日時・会場
- 9月5日・9月6日 - セキスイハイムスーパーアリーナ
  - 第1部 12:30 - / 第2部 18:00 -
- 9月11日・9月12日・9月13日 - 真駒内セキスイハイムアイスアリーナ
  - 第1部 18:00 - （9月11日）
  - 第1部 12:30 - / 第2部 18:00 - （9月12日）
  - 第1部 12:00 - / 第2部 17:30 - （9月13日）
- 9月19日・9月20日 - 朱鷺メッセ 新潟コンベンションセンター
  - 第1部 12:30 - / 第2部 18:00 -
- 9月26日 - 27日 - エコパアリーナ
  - 第1部 12:30 - / 第2部 18:00 -
- 10月3日 - 大阪城ホール
  - 第1部 12:30 - / 第2部 18:00 -
- 10月7日・10月8日・10月9日・10月10日・10月11日 - 横浜アリーナ
  - 第1部 12:30 - / 第2部 18:00 -
- 10月17日・10月18日 - 広島グリーンアリーナ
  - 第1部 12:30 - / 第2部 18:00 - （10月17日）
  - 第1部 12:00 - / 第2部 17:30 - （10月18日）
- 10月31日・11月1日 - マリンメッセ福岡
  - 第1部 18:00 - （10月31日）
  - 第1部 12:00 - / 第2部 17:30 - （11月1日）
- 11月17日・11月18日 - 日本ガイシスポーツプラザガイシホール
  - 第1部 18:00 - 
  - 第1部 12:30 - / 第2部 18:00 -
- 10月9日・10月10日・10月11日  - 生配信[5]
  - 第1部 17:30 - （10月9日のみ）
  - 第1部 14:00 - / 第2部 17:30 -

## 映像作品『King & Prince CONCERT TOUR 2020 〜L&〜』
『King & Prince CONCERT TOUR 2020 〜L&〜』（キングアンドプリンスコンサートツアー2020 ランド）は、King & Princeの3枚目のライブビデオ。2021年2月24日にJohnnys’Universe / ユニバーサルミュージックから発売された。

## 概要
2020年10月に行われた自身初の配信ライブの模様を収録。
初回限定盤には本ライブについて振り返った特典映像「After Party」を収録。

## 収録内容

### 本編映像
Disc 1
1. ゴールデンアワー
2. Love Paradox
3. シンデレラガール
4. We are King & Prince!
5. Super Duper Crazy
6. &LOVE
7. Break Away
8. Naughty Girl
9. Funk it up
10. 生活(仮)
11. Amazing Romance
12. Key of Heart
13. koi-wazurai
14. 今君に伝えたいこと
15. Bounce
16. ナミウテココロ
17. Freak out
18. コント
19. ORESEN
20. Full Time Lover
21. 宙（SORA）
22. No Limit Tonight
23. YOU, WANTED! / FEEL LIKE GOLD
24. Mazy Night
25. Focus
26. Laugh &...
27. 君がいる世界

アンコール
1. King & Prince, Queen & Princess

### 特典映像

#### 初回限定盤
Disc 2
1. King & Prince CONCERT TOUR 2020 〜L&〜 After Party

#### 通常盤
Disc 2
1. 「Freak out」ソロアングル映像
2. 「Bounce」ダンスショット映像